# Giuseppe Caldarola
Giuseppe Caldarola (né le 9 avril 1946 à Bari (Pouilles) et mort à Rome le 21 septembre 2020) est un journaliste et homme politique italien.

## Biographie
Peppino Caldarola est né le 9 avril 1946 à Bari. Au cours de sa carrière, il a été chef du parti communiste à Bari, puis député pour deux législatures du groupe L'Ulivo.
En tant que journaliste, il a été vice-directeur de Rinascita, fondateur et premier directeur d'ItaliaRadio. Après la dissolution du PCI, il a rejoint le Parti démocrate de la gauche et, par la suite, les Démocrates de gauche. De 1996 à 1998 et de 1999 à 2000, il a été directeur de l'Unità. 
Giuseppe Caldarola est mort le 21 septembre 2020 au Policlinico Umberto I à Rome, après une brève maladie à l'âge de 74 ans.